# Paparolike
Paparolike (lat. Piperales), red biljaka dvosupnica kojoj pripada tri porodice s 3299 vrsta; to su paparovke ili Piperaceae 2658 vrsta u 13 rodova; Aristolochiaceae 624 vrste u 8 rodova (uklopljena i Hydnoraceae 10 vrsta u 2 roda); Saururaceae 7 vrsta u 4 roda. To su tropske drvenaste biljke ili zeleni sitnih cvjetova, bez čaške i vjenčića.
Piperales su jedna od tri skupine paleobilja, biljaka za koje se vjeruje da su blisko povezane s jednosupnicama. Poput jednosupnica, mnoge Piperales imaju raštrkan raspored vaskularnih snopova u svojim stabljikama. Alternativno gledište je da paleobilje predstavljaju relikte koji potječu od nekih od najranijih cvjetnica, gledište poznato kao hipoteza paleobilja. Piperales su skupina biljaka, grmova i malog drveća koje uglavnom nalazimo u tropima. Mnoge vrste su aromatične, proizvode mirisne ili pikantne arome.
Zajednička karakteristika pripadnika ove skupine su cvjetni grozdovi. Umjesto velikih, upadljivih cvjetova, Piperales ima sitne cvjetove koji uopće nemaju latica; minijaturni cvjetovi gusto su skupljeni u dugačke klasove. Kod nekih vrsta, cvjetovi koji su najbliži dnu daju velike brakteje poput latica, tako da cijeli grozd podsjeća na neobičan cvijet, kao kod Anemopsis.
Papar po kojemu cijeli red nosi ime podrijetlom je iz južne Indije i Šri Lanke, i jedan je od najraširenijih i najpoznatijih zaćina na svijetu. Plod su mu malena okrugla zrna. Ljutina mu je u ljusci, najljući je crni, najblaži bijeli papar a gastronomski zeleni papar, boja mu ovisi o stadiju razvoja i nisu različite vrste, negose radi u sva tri slučaja o biljci Piper nigrum.
Biljka papra može narasti do 4 metra visine, a oslonac joj je često drugo drveće po kojemu se penje.
Porodica Saururaceae vernakularno je nazvana gušterov rep, a u Sjedinjenim Državama gdje je raširena nazivaju je lizard's tail. Raste po plitkoj vodi uz bare, močvare i potoke, rijetko kada ispod površine, a često see koriste u akvaristici
Porodici Hydnoraceae pripadaju neke parazitske vrste. Rodu Hydnora domovina je Afrika a rodu Prosopanche tropska Amerika. 
Dvije vrste ove porodice su invazivne, to su Houttuynia cordata i Piper aduncum, a 81 vrsta je ugrožena u porodici paparovki i 7 u porodici kopitnjkovki, od toga 5 u rodu vučjih stopa i po jedna u rodu Pararistolochia i Saruma.

## Opis
Piperales su red cvjetnica koji se sastoji od 3 porodice, 17 rodova i 4170 vrsta. Zajedno s redovima Laurales, Magnoliales i Canellales, Piperales tvori klasu magnoliida, što je rana evolucijska grana u stablu angiospermi; kladus odgovara dijelu podrazreda Magnoliidae prema starom Cronquistovom botaničkom klasifikacijskom sustavu.
Mnoge vrste Piperales kultivirane su ukrasne biljke, uključujući “gušterov rep” (Saururus cernuus); vrste roda biberovac (peperomia); Anemopsis, iz jugozapadne Sjeverne Amerike; Houttuynia, pokrivač tla iz Azije; “divlji đumbir” ili kopitnjak (Asarum); i loze roda vučja stopa (Aristolochia), neke poznate kao “Nizozemska lula”. Piper nigrum je glavni izvor ljutog začina poznatog kao crni papar (ali i zeleni ili bijeli papar).
Nekadašnja porodica Hydnoraceae sada je mala potporodica porodice Aristolochiaceae, s oko 10 vrsta u dva roda. To su kopnene parazitske biljke koje nemaju lišće i klorofil. Veliki cvjetovi imaju jedan trodijelni perijantni čvor i donju plodnicu; smrdljivi su, a oprašuju ih muhe i kornjaši. Prosopanche se javlja u Srednjoj i Južnoj Americi, a Hydnora se javlja u Africi, na Madagaskaru i na Arapskom poluotoku. Južnoafrička Hydnora triceps raste isključivo na sukulentnim vrstama Euphorbia.

## Zajedničke karakteristike
Pripadnici reda Piperales često imaju nekoliko značajki koje se također nalaze u jednosupnicama, uključujući diskretne vaskularne snopove u stabljici i trostruke cvjetne dijelove. Iako ima drvenastih članova, ovaj je red karakteristično zeljast i često ima nabrekle lisne čvorove. Razmnožavanje sjemenom glavna je metoda širenja vrste kod Piperales, ali fragmentacija rizoma u porodici “gušterovog repa” (Saururaceae) osigurava vegetativno razmnožavanje. Koštunica je prevladavajuća vrsta ploda u Piperaceae, ili porodici paparovki, dok suhi plodovi karakteriziraju četiri druge porodice.

## Porodice i rodovi
1. Familia Saururaceae F. Voigt (6 spp.)
  1. Saururus L. (2 spp.)
  2. Houttuynia Thunb. (1 sp.)
  3. Anemopsis Hook. & Arn. (1 sp.)
  4. Gymnotheca Decne. (2 spp.)
2. Familia Piperaceae Giseke (3769 spp.)
  1. Subfamilia Verhuellioideae Trel. ex Samain & Wanke
    1. Verhuellia Miq. (3 spp.)

  2. Subfamilia Zippelioideae Samain & Wanke
    1. Zippelia Blume (1 sp.)

  3. Subfamilia Piperoideae Arn.
    1. Piper L. (2354 spp.)
    2. Manekia Trel. (5 spp.)
    3. Macropiper Miq. (12 spp.)

  4. Subfamilia Peperomioideae Miq.
    1. Peperomia Ruiz & Pav. (1394 spp.)
3. Familia Aristolochiaceae Juss. (723 spp.)
  1. Subfamilia Asaroideae Burnett
    1. Tribus Sarumeae O. C. Schmidt ex Reveal
      1. Saruma Oliv. (1 sp.)

    2. Tribus Asareae Rchb.
      1. Asarum L. (113 spp.)
      2. Hexastylis Raf. (16 spp.)

  2. Subfamilia Lactoridoideae ined.
    1. Lactoris Phil. (1 sp.)

  3. Subfamilia Aristolochioideae Burnett
    1. Tribus Apameae Soler.
      1. Thottea Rottb. (46 spp.)

    2. Tribus Aristolochieae Dumort. ex Spach
      1. Endodeca Raf. (2 spp.)
      2. Isotrema Raf. (110 spp.)
      3. Aristolochia L. (434 spp.)

  4. Subfamilia Hydnoroideae Walpers
    1. Hydnora Thunb. (10 spp.)
    2. Prosopanche de Bary (7 spp.)

## Galerija
- Piper sarmentosum (sin. Piper lolot)
- Peperomia meridensis
- Anemopsis californica
- Houttuynia cordata
- Saururus cernuus
- Hydnora africana
- Hydnora johannis
- Hydnora triceps
- Prosopanche americana
- Apama siliquosa nije priznata
- Aristolochia sempervirens
- Thottea sivarajanii, nije priznata

## Vanjske poveznice
- Introduction to the Piperales